# Ephippiochthonius portugalensis
Espèce
Ephippiochthonius portugalensis est une espèce de pseudoscorpions de la famille des Chthoniidae.

## Distribution
Cette espèce est endémique du Nord au Portugal. Elle se rencontre vers Penafiel.

## Description
La femelle holotype mesure 1,48 mm.

## Étymologie
Son nom d'espèce, composé de portugal et du suffixe latin -ensis, « qui vit dans, qui habite », lui a été donné en référence au lieu de sa découverte, le Portugal.

## Publication originale
- Zaragoza, 2017 : Revision of the Ephippiochthonius complex in the Iberian Peninsula, Balearic Islands and Macaronesia, with proposed changes to the status of the Chthonius subgenera (Pseudoscorpiones, Chthoniidae). Zootaxa, no 4246(1), p. 1–221.